# Clayton (California)
Clayton è una città degli Stati Uniti d'America, situata in California, nella contea di Contra Costa.